# 文奴爾·加維蘭
文奴爾·加維蘭（西班牙語：Manuel 'Manu' Gavilán Morales，1991年7月12日—），生於西班牙塞維利亞，西班牙足球運動員，司職前鋒。

## 球會生涯
加維蘭來自西班牙，出身於貝迪斯青年軍，其後效力多支歐洲球隊，包括意大利的博洛尼亞及奧地利的SV列特等。
在2019年來港加盟愉園，2020年轉投傑志，並助球隊贏得2020/21球季聯賽冠軍。
2022年5月31日，加維蘭在完成合同后离开俱乐部。效力期間為傑志上陣31次，取得11個入球及8次助攻。
2022年7月29日，加維蘭加盟港超聯球會理文。

## 榮譽
傑志
- 香港超級聯賽冠軍（2020–21季度）

西班牙
- 歐洲U-17足球錦標賽: 2008[3]

## 外部連結
- Manu Gavilán在BDFutbol中的档案
- Soccerway資料庫：Manu Gavilán